# Dobrîdnivka, Berezivka
Dobrîdnivka (în ucraineană Добриднівка) este un sat în comuna Andrievo-Ivanivka din raionul Berezivka, regiunea Odesa, Ucraina.

## Demografie
Componența lingvistică a localității Dobrîdnivka
     Ucraineană (94,84%)
     Rusă (3,23%)
     Română (1,94%)
Conform recensământului din 2001, majoritatea populației localității Dobrîdnivka era vorbitoare de ucraineană (94,84%), existând în minoritate și vorbitori de rusă (3,23%) și română (1,94%).